# Aphaobius kofleri
Aphaobius kofleri – gatunek chrząszcza z rodziny grzybinkowatych i podrodziny zyzkowatych. Endemit Słowenii.

## Taksonomia
Gatunek ten opisany został po raz pierwszy w 2010 roku przez Marca Bognolę i Dantego Vailatiego na łamach czasopisma „Scopolia”. Jako miejsce typowe wskazano Rudnik pri Graparju w słoweńskich Železnikach. Epitet gatunkowy nadano na cześć Bojana Koflera, entomologa który odłowił holotyp.
W obrębie rodzaju należy do grupy gatunków milleri wraz z: A. alphonsi, A. forojulensis, A. fortesculptus, A. grottoloi, A. kahleni, A. kaplai, A. lebenbaueri, A. ljubnicensis, A. milleri, A. miricae i A. robustus.

## Morfologia
Chrząszcz o ciele długości od 2,8 do 3,2 mm, co stanowi przeciętne jak na przedstawiciela rodzaju rozmiary. Ubarwienie ma w całości brązowe. Głowa jest pozbawiona oczu i zaopatrzona w długie i cienkie czułki, u samca sięgające środka pokryw po rozprostowaniu do tyłu. Ich ósmy człon jest dwuipółkrotnie krótszy od poprzedniego. Przedplecze jest poprzeczne, od 1,5 do 1,7 raza szersze niż dłuższe, najszersze w tylnej ćwiartce, prawie trapezowate, o bokach równomiernie łukowatych w części przedniej, a tylnych kątach ostrych, ale niespiczastych. Stosunek długości do szerokości jajowatych, najszerszych w połowie pokryw wynosi od 1,3 do 1,4. Powierzchnia pokryw jest poprzecznie rowkowana. Skrzydeł tylnej pary brak zupełnie. Płat środkowy edeagusa samczych genitaliów jest tak długi jak paramery i w widoku grzbietowym ma boczne brzegi części odsiebnej prawie równoległe, tylko przed samym szeroko zaokrąglonym szczytem zakrzywione i zbieżne. Dosiebna krawędź szczytowego otworu edeagusa jest wklęśnięta.

## Ekologia i występowanie
Owad palearktyczny, południowoeuropejski, endemiczny dla Słowenii. Znany jest głównie z opuszczonych kopalni manganu wśród gór na południe od Železników. Jedynym stwierdzonym stanowiskiem poza gminą Železniki jest Zaklonišče Tekstilindusa w Stražiščach w gminie Kranj. Współwystępuje z jaskiniowym biegaczowatym z podgatunku Anophthalmus alphonsi skofjeloscensis.